# Vardanes II de Pàrtia
Vardanes II fou rei pretedent de Pàrtia del 55 al 58.
Vardanes era fill de Vologès I de Pàrtia i es va rebel·lar el 55 contra el seu pare i es va proclamar rei (Vardanes II). Degué dominar alguna regió occidental, perquè va emetre monedes a Ecbàtana, on la seva imatge és la d'un rei jove, però fou derrotat al cap de tres anys (58).
| Rebel·lat contra: Vologès I | Imperi Part | Succeït per: Vologès I |